# Manuel Wilhelm
Manuel Wilhelm (* 15. Dezember 1980 in Heidelberg) ist ein ehemaliger deutscher Rugby-Union-Spieler sowie Sportdirektor. Bis September 2024 war er Vorstand Sport und -Vorsitzender des Deutschen Rugby-Verbandes. Seit Januar 2025 ist er Geschäftsführer der Hockey-Bundesliga.

## Leben
Wilhelm, dessen Vater aus Ghana stammt, spielt seit seinem sechsten Lebensjahr Rugby. In der Bundesliga debütierte er mit der RG Heidelberg, wechselte später aber für eine Saison zum Lokalrivalen SC Neuenheim, bevor er 2001 zur RG Heidelberg zurückkehrte, dort beendete er seine aktive Laufbahn 2015. Nach seinem Wehrdienst war er zudem im Kader des spanischen Erstligisten CAU Valencia aktiv.
Zu seinen Erfolgen zählt der zweifache Gewinn der deutschen Meisterschaft im Rugby 2006 und 2007, der Pokalsieg 2004 sowie sieben Nationale Meistertitel im Siebener-Rugby zwischen 1998 und 2010, die er alle als Spieler der RG Heidelberg gewinnen konnte. Zudem gewann Wilhelm mit der Universität Mannheim 2003 die Deutsche Hochschulmeisterschaft. Neben seiner Tätigkeit als Vereinsspieler lief Wilhelm darüber hinaus 2003 bis 2014 für die deutsche Nationalmannschaft auf, mit der er 2008 in der Division II den Europäischen Nationenpokal gewinnen konnte. Bereits 1998 und 1999 nahm er darüber hinaus als U19-Nationalspieler an den Weltmeisterschaften im französischen Toulouse und walisischen Cardiff teil.
Bekannt ist Wilhelm in der deutschen Rugbyszene auch als Gründer des größten deutschsprachigen Rugbyinternetportals TotalRugby.de und als Kommentator, Co-Kommentator und Experte bei Rugbyübertragungen der Fernsehsender ProSieben Maxx, Sport1, Eurosport und DAZN. Zudem ist er Mitinitiator des bekannten Beachrugbyclubs Romantics BRFC und Mitbegründer des internationalen 7er-Rugbyturniers Oktoberfest Sevens, das seit 2017 jedes Jahr im Münchner Olympiastadion durchgeführt wird.
2010 arbeitete Wilhelm für eine Saison beim australischen Super-Rugby-Franchise der Queensland Reds.
Innerhalb des Deutschen Rugby-Verbandes war Wilhelm 2012 bis 2016 Manager und Leistungssportreferent im Stab der deutschen 7er-Nationalmannschaft. Seit Januar 2017 ist Wilhelm als Sportdirektor des Deutschen Rugby-Verbandes für den gesamten Leistungssport in Deutschland verantwortlich. Im Januar 2020 ist die Berufung zum Vorstandsvorsitzenden erfolgt.
2021 sah sich Wilhelm schwerwiegenden Vorwürfen ausgesetzt, über die u. a. Der Spiegel und die ARD-Sportschau berichteten. Die Ermittlungen der Staatsanwaltschaft wurden eingestellt.
Seit Januar 2025 ist Wilhelm als Geschäftsführer des Hockeyliga e. V. tätig. Die Hockeyliga organisiert und vermarktet den Spielbetrieb der 1. und 2. Bundesliga im olympischen Feld- sowie im Hallenhockey.

## Erfolge

### Spieler
RG Heidelberg
- Deutscher Meister: 2006, 2007
- DRV-Pokal: 2004